# 久高正光
久高正光（くだか まさみつ、1978年7月20日 - ）は日本の空手家。175 cm、70 kg、A型。世界硬式空手道連盟 理事長 公認 範士八段。少林寺流拳行館空手道 主席師範 教士七段　リーダーシップ哲学修士号

## 来歴
開祖・久高政祺の孫として3歳よりより空手を教わる。父久高正之に師事。カリフォルニア州・アーバインで開かれた当時・過去最高 5,000人規模の大会 世界硬式空手道ジュニア選権大会で初優勝。1991年 カナダ・モントリオールの同大会でも連続優勝。 安田学園高等学校時代に柔道初段を取得。
日本大学生物資源科学部森林資源科学科在中にスイス・バーゼル、香港、インドネシアで空手道指導。 大学卒業後 、一般企業に就職し、2004年より空手道指導員として千葉県浦安市、東京都江東区に教室を開設。以後 10 か所（浦安市 2支部、千葉市美浜区、船橋市、鎌ケ谷市、江東区 3支部、港区）にて 120 名の弟子を指導。 
また、教育としての硬式空手道（コンタクト）の普及には、今後多くの優れた指導者・審判養成が不可欠であるために、国内さらに世界各地にて講習会・研修を開催し指導者を養成すること、あるいは指導者候補を日本へ招いて養成することが最大の課題であると考え、ユーロ圏で2番目に歴史があるヤギロニアン大学（ポーランド）の協力を得て、青少年の健全な育成にふさわしい「硬式空手道 （コンタクト）」をユネスコフランス本部に提示 。また 国内外では新しく教育省のそれぞれの公認認可を目標として学校教育に空手の組手を取り入れるべく活動中。
2016年より千葉県浦安市において青少年のための第一回SUPER 空手道ジュニアワールドグランプリ2016-2018 を開催。2019年には沖縄空手会館にて15ヶ国を集めて世界大会、セミナー、国際文化交流、ホームステイ事業を手掛ける。　

## 出演
- 2005年「硬式空手道　KOSHIKI KARATEDO」 DVD クエスト

## 大会戦歴
- 1994年 - 世界硬式空手道選手権大会 (東京）軽量級 優勝
- 1996年 - 世界硬式空手道選手権大会 （千葉）中量級 優勝
- 1998年 - 世界硬式空手道選手権大会 （オーストラリア）中量級 優勝　形 優勝
- 2002年 - ジャパンオープン硬式空手道選手権大会　中量級 準優勝　形 優勝
- 2003年 - ジャパンオープン硬式空手道選手権大会　中量級 第3位　形 優勝
- 2003年 - ポルトガルオープン硬式空手道選手権大会　中量級 第3位　形 優勝
- 2004年 - 第15回世界硬式空手道選手権大会（ギリシャ）　中量級 優勝　形 優勝
- 2005年 - 第24回ジャパンオープン硬式空手道選手権大会　中量級 優勝形 優勝
- 2006年 - 硬式空手道沖縄国際オープンチャレンジ　無差別級 優勝
- 2007年 - 第16回 世界硬式空手道選手権大会 （カナダ）　中量級 準優勝
- 2008年 - 第26回ジャパンオープン硬式空手道選手権大会　中量級 優勝
- 2009年 - 第27回ジャパンオープン硬式空手道選手権大会　無差別級 優勝
- 2010年 - 第28回ジャパンオープン硬式空手道選手権大会　無差別級 優勝
- 2012年 - オセアニアカップ硬式空手道選手権大会　無差別級 優勝
- 2013年 - 第19回 世界コンタクト空手道選手権大会（宮城）　無差別級 優勝